# Knut Hjeltnes (Leichtathlet)

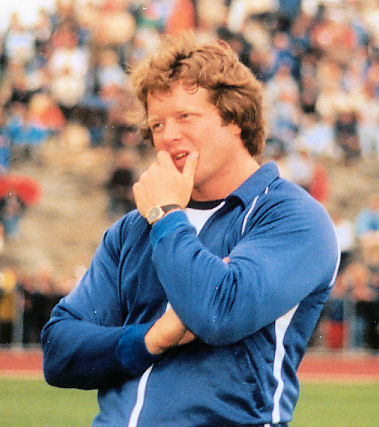
Knut Hjeltnes, Anfang der 1980er Jahre

Knut Hjeltnes (* 8. Dezember 1951 in Ulvik; † 17. Januar 2024) war ein norwegischer Diskuswerfer und Kugelstoßer.

## Leben
Im Diskuswurf wurde Hjeltnes bei den Olympischen Spielen 1976 in Montreal Siebter, bei den Europameisterschaften 1978 in Prag Fünfter und beim Weltcup 1979 Vierter. Einem zwölften Platz bei den Europameisterschaften 1982 in Athen folgte ein neunter bei den Weltmeisterschaften 1983 in Helsinki und ein vierter bei den Olympischen Spielen 1984 in Los Angeles.
Bei den Halleneuropameisterschaften 1985 in Piräus wurde er Sechster im Kugelstoßen. Im Diskuswurf wurde er bei den Europameisterschaften 1986 in Stuttgart Vierter. 1987 schied er bei den Weltmeisterschaften in Rom in der Qualifikation aus, und 1988 wurde er bei den Olympischen Spielen in Seoul Siebter.
Elfmal wurde er Norwegischer Meister im Diskuswurf (1975, 1976, 1979–1984, 1986, 1988, 1989) und neunmal im Kugelstoßen (1975, 1976, 1978–1984).
1977 wurde er positiv auf anabole Steroide getestet und wegen dieses Verstoßes gegen die Dopingbestimmungen für ein Jahr gesperrt.

## Persönliche Bestleistungen
- Kugelstoßen: 20,55 m, 5. Juli 1980, Bodø (ehemaliger nationaler Rekord)
  - Halle: 19,54 m, 3. März 1985, Piräus (ehemaliger nationaler Rekord)
- Diskuswurf: 69,62 m, 25. Mai 1985, San José (nationaler Rekord)